# Inna Burdutschenko
Inna Heorhijiwna Burdutschenko (ukrainisch Інна Георгіївна Бурдученко, * 31. März 1939 in Tschernihiw, Ukrainische Sozialistische Sowjetrepublik; † 15. August 1960 in Donezk, Ukrainische SSR), war eine sowjetische Schauspielerin.

## Biografie
Nach ihrem Schulabschluss besuchte Burdutschenko die Nationale Universität für Theater, Film und Fernsehen in Kiew, kehrte jedoch ohne Abschluss nach Tschernihiw zurück und arbeitete dort in einem örtlichen Theater als Requisiteurin und zeitweise als Schauspielerin.
1957 ging sie wiederum an die Nationale Universität für Theater in Kiew. Im Zuge der Dreharbeiten für den Film Iwanna wurde Burdutschenko zufällig vom stellvertretenden Regisseur des Films in Kiew entdeckt, der ihr anbot, darin die Hauptrolle zu spielen. Nach der Kinopremiere des Films, die im Dezember 1959 im Oktober-Palast stattfand, erlangte Burdutschenko landesweite Bekanntheit und Einladungen von Filmstudios aus mehreren Ländern. Der Film erhielt beim Allunionsfilmfestival in Minsk 1960 einen Preis.
Burdutschenko starb während der Dreharbeiten zu ihrem zweiten Film, Zwetok na kamne. Nachdem der Großteil der Dreharbeiten abgeschlossen gewesen war, wurde noch eine Szene gedreht, in der sich Burdutschenko in einer brennenden Hütte befand. Einem Zeitungsbericht zufolge hatte der Regisseur des Films, Anatolyj Slessarenko, trotz der steigenden Gefahr durch das Feuer Burdutschenko angewiesen, die Hütte mehrmals zu betreten. Die Hütte stürzte ein und die Schauspielerin erlitt dabei schwere Verbrennungen an ihrem Körper. Anschließend wurde sie in ein Krankenhaus in Donezk eingeliefert. Die damalige Kulturministerin der Sowjetunion, Jekaterina Furzewa, rief dazu auf, alles Mögliche zu tun, um Burdutschenko zu retten. Die Schauspielerin starb am 15. August 1960. Sie war zum Zeitpunkt ihres Todes schwanger. Ihr Grab befindet sich auf dem Baikowe-Friedhof.

## Filmografie
- 1959: Iwanna
- 1962: Zwetok na kamne (Цветок на камне)